# 加拿大領土變遷

加拿大省份和地區邊界變遷動畫圖示

加拿大領土變遷自1867年7月1日開始。英屬北美的三個殖民地經過聯邦化，統一成為聯邦制的加拿大自治領，最初的其中一個殖民地一分為兩省份，後來又有三個殖民地加入聯邦。加拿大不斷創立新的省份和地區，數十年間由英國殖民地演進成為獨立國家。
加拿大自治領成為英屬北美的一部份之前，由新法蘭西的加拿大和阿卡迪亞組成，因法國屢次戰敗而割讓予大不列顛和後來的英國。當地仍保留法國的文化影響，法語通用於加拿大最早的幾個省份，而且是加拿大兩種官方語言之一。
英格蘭的哈德遜灣公司，於加拿大中部廣寬土地擁有王家壟斷貿易權，最早定居於該區域。西北公司後來進入該區域的一大部份地方，兩間公司的競爭最終使它們合併。新西班牙和俄屬北美於1793年和1825年前，分別聲稱擁有西部的一大片土地（英國稱為哥倫比亞區，後來成為卑詩殖民地），並且與美國聲稱的俄勒岡區重疊，直至1846年英美簽訂《俄勒岡條約》，邊界才從洛磯山脈沿著北緯49度線延伸至太平洋。
加拿大自成立以來，國土曾七次變更，並且由聯邦化時的四省增加至現時的十省和三地區。加拿大只有在和紐芬蘭自治領關於拉布拉多的紛爭中明顯喪失領土，而紐芬蘭後來成為加拿大第十個省份。

## 時序
| 日期             | 事件 | 地圖 |
| ---------------- | --- | ---- |
| 1867年7月1日     | 英屬北美的三個省份──加拿大省（分割成安大略和魁北克）、紐賓士域和諾華斯高沙──組成加拿大自治領。 |      |
| 1870年7月15日    | 英國將其在北美餘下的大部份土地轉讓給加拿大，魯珀特土地和西北地區成為西北地區。《1868年魯珀特土地法案》1869年將該地轉讓給加拿大，但在1870年繳付£300,000給哈德遜灣公司後，轉讓才算完成；此次轉讓是加拿大有史以來最大規模的購地。1870年，溫尼伯城周圍新獲得的一個正方形區域成立緬尼托巴省。                        |      |
| 1871年7月20日    | 卑詩殖民地加入加拿大，成為第六個省。 |      |
| 1873年7月1日     | 依樞密院敕令，英屬愛德華王子島殖民地加入加拿大，成為第七個省。 |      |
| 1874年7月26日    | 安大略的邊界暫時往西和北擴展。加拿大省成立時，邊界還未清楚劃分，而安大略聲稱擁有一直到洛磯山脈和北冰洋的土地。加拿大購得魯珀地土地後，安大略有意的一些新地區正在急速發展，便有意保衛邊界。聯邦政府要求安大略支付該爭議地區的建設費用，安大略要求擴展邊界，因此邊界往北移至北緯51度。                            |      |
| 1876年4月12日    | 西北地區中部一個地帶劃出成立基威廷區，以管治緬尼托巴和安大略西部的發展地區。 |      |
| 1880年9月1日     | 英國轉讓其北極島嶼給加拿大，成為西北地區的一部份。 |      |
| 1881年7月1日     | 基威廷區的一些領土撥歸緬尼托巴，緬尼托巴的邊界往東擴展（又稱為「郵票省」）。因緬尼托巴的東面邊界規定為「安大略的西面邊界」，而定義不明，安大略對緬尼托巴獲得新領土的一部份提出質疑。 |      |
| 1886年5月7日     | 基威廷區的西南邊界調整，將部份領土歸還給西北地區，以容納1882年西北地區轄下成立的區。 |      |
| 1889年8月12日    | 緬尼托巴和安大略解決領土紛爭，安大略邊界往西擴展至伍茲湖，往北擴展至艾班尼河。 |      |
| 1895年10月2日    | 基威廷區包括緬尼托巴以北的西北地區領土，和哈德遜灣、詹士灣、昂加瓦灣之間的所有島嶼。西北地區成立四個新的區。 |      |
| 1897年           | 基威廷區調整邊界，哈德遜灣的幾個島嶼撥歸基威廷區。 |      |
| 1898年6月13日    | 西北地區西北部的育空區成立育空地區。同時，魁北克邊界往北擴展至伊斯緬河以北。 |      |
| 1901年5月23日    | 育空地區的東面邊界調整至皮爾河，使邊界不會穿過流域，同時劃入更多島嶼。 |      |
| 1903年10月20日   | 阿拉斯加的邊界紛爭以對美國有利的方式解決。 |      |
| 1905年9月1日     | 西北地區的一部份領土成立亞伯達省和沙斯卡寸旺省。沙斯卡寸旺的西面邊界和亞伯達的東面邊界沿着西經110度劃分。沙斯卡寸旺的東面邊界不是經線，而是梯級狀。沙斯卡寸旺和亞伯達的南面邊界和北面邊界相同：南面邊界是北緯49度的美加邊境，北面邊界是北緯60度。亞伯達的西面邊界沿着洛磯山脈，再伸延至北緯60度。基威廷區裁撤。 |      |
| 1906年           | 西北地區的英文名從「North-West Territories」改為「Northwest Territories」。 |      |
| 1912年5月15日    | 緬尼托巴、安大略、魁北克分別擴張領土，邊界維持至今。西北地區僅餘下北緯60度以北的地區，下分為三區。 |      |
| 1915年           | 發現布羅克島、博登島和馬更些王島，歸入西北地區。 |      |
| 1916年6月13日    | 發現米恩島，歸入西北地區。 |      |
| 1916年8月        | 發現洛希德島，歸入西北地區。 |      |
| 1925年           | 西北地區邊界北移，延伸至北極。 |      |
| 1927年3月11日    | 英國樞密院司法委員會裁定，加拿大和紐芬蘭之間有關拉布拉多的紛爭，以對紐芬蘭有利的方式解決。在此之前，加拿大宣稱拉布拉多只是沿着海岸的一小片土地，而紐芬蘭宣稱拉布拉多還包括更內陸的土地。司法委員會參照英國19世紀初的法律，裁定紐芬蘭的宣稱成立。然而，魁北克政府並未承認此劃法。                                |      |
| 1930年11月11日。 | 挪威將斯維爾德魯普群島割讓予加拿大，以換取英國承認對揚馬延島的主權。 |      |
| 1948年           | 發現艾爾福斯島、查理斯王子島、福利島，歸入西北地區。 |      |
| 1949年3月31日    | 紐芬蘭自治領及其屬地拉布拉多加入加拿大，成為第十個省，稱為紐芬蘭。 |      |
| 1999年4月1日     | 西北地區劃出一部份領土，努納武特地區成立。 |      |
| 2001年12月6日    | 紐芬蘭省易名為紐芬蘭與拉布拉多。 |      |
| 2003年4月1日     | 育空地區名稱簡化為育空。 |      |

## 延伸閱讀
- Government of Canada. . The Atlas of Canada. Natural Resources Canada. March 23, 2004  [2013年11月23日]. （原始内容存档于2006年12月7日）.
- Hayes, Derek. . Douglas & McIntyre. 2002  [2013-11-23]. ISBN 1-55054-918-9. （原始内容存档于2012-11-08）.
- Matthews, Geoffrey J. . University of Toronto Press. 1987  [2013-11-23]. ISBN 0-8020-2495-5. （原始内容存档于2013-12-03）.

## 外部連結
- Maps: 1667-1999 - Library and Archives Canada
- Territorial Evolution, 1670-2001（页面存档备份，存于） - Historical Atlas of Canada